# جنل ویلیامز
جنل ویلیامز (به انگلیسی: Genelle Williams) متولد ۱۸ فوریه ۱۹۸۴ یک بازیگر کانادایی است که بیشتر برای نقش کیم کارلیسل در رادیو آزاد روسکو و همچنین نقش لینا در مجموعه تلویزیونی شبکه سای فای به نام انبار ۱۳ شناخته می‌شود.
ویلیامز بازی در مجموعه تلویزیونی انبار ۱۳ را در ژوئیه ۲۰۰۹ شروع کرد و تا اواسط فصل چهارم در اکتبر ۲۰۱۲ که کاراکتر او در سریال کشته شد این نقش را ادامه داد.

## فیلم‌شناسی
| سال  | عنوان          | نقش          | توضیحات    |
| ---- | -------------- | ------------ | ---------- |
| ۲۰۰۴ | پدر فرزند من   | مسئول پذیرش  |            |
| ۲۰۰۵ | فرزند لازاروس  | لیزی جوان    |            |
| ۲۰۰۸ | هالک شگفت‌انگیز | دختر وحشت‌زده |            |
| ۲۰۰۸ | قانون موکی     | داهلیا       | فیلم کوتاه |
| ۲۰۰۸ | حفظ خدا        | اشلی الیس    |            |
| ۲۰۰۹ | یتیم           | خواهر جودیت  |            |
| ۲۰۱۰ | پسر فراری      | سابین        | فیلم کوتاه |